# Economía de Malta
Malta es un país industrializado con una economía basada en el sector servicios. Está clasificado por el Fondo Monetario Internacional como una «economía avanzada», situada entre los países de ingresos altos por el Banco Mundial, y tiene la categoría de «economía impulsada por la innovación» según el Foro Económico Mundial. Es miembro de la Unión Europea y de la eurozona, tras adoptar el euro el 1 de enero de 2008.
Uno de los puntos fuertes de la economía de Malta es su ubicación estratégica, ya que está situada en el centro del mar Mediterráneo en una encrucijada entre Europa, África del Norte y Oriente Medio. También destaca su economía mixta de mercado totalmente desarrollada y su bajo impuesto de sociedades en comparación con la media de la Unión Europea, que anima la localización de sedes de empresas extranjeras. Cuenta, además, con una población multilingüe que favorece el comercio internacional (el 88 % de los malteses hablan inglés). Tanto el sector financiero como las TIC presentan un alto nivel de desarrollo. La economía depende del comercio exterior, desde la industria manufacturera (especialmente la electrónica), al turismo, pasando por los servicios financieros. En 2014, más de 1,7 millones de turistas visitaron la isla.
El PIB per cápita de Malta, ajustado según la Paridad de Poder Adquisitivo (PPA), es de 29 200 dólares y se ubica en el puesto número quince de la lista de países de la UE en términos estándar del poder adquisitivo. En el año 2013, Malta registró un déficit público del 2,7 %, que está dentro de los límites establecidos para los países de la eurozona según los criterios de Maastricht. La deuda pública bruta es del 69,8 %. Malta tiene la sexta menor tasa de desempleo en la UE con un 5,9 %. Además, Malta es el decimoquinto país más democrático en el mundo según el índice de democracia de la Economist Intelligence Unit.

## Historia
Malta no desarrolló su capacidad industrial hasta el siglo xix, exceptuando el algodón, el tabaco y la astillería. Esta última sería utilizada más tarde por los británicos con propósitos militares. En tiempos de guerra, la economía de Malta prosperaba debido a su posición estratégica.
Durante las Guerras Napoleónicas (1800-1815), la economía de Malta prosperó y se convirtió en el centro de atención de los mercados. En 1808, dos tercios de las mercaderías consignadas desde Malta iban hacia el Levante mediterráneo y Egipto. Más tarde, la mitad generalmente era destinada a Trieste. Consistían principalmente en productos manufacturados británicos y coloniales. La economía de Malta prosperó por el comercio y muchos artesanos, como los tejedores, encontraron nuevos trabajos en la industria portuaria.
En 1820, durante la Batalla de Navarino (Grecia), la flota británica hizo base en Malta. En 1839, las compañías del este de India y las del Pacífico y Oriente utilizaron Malta como puerto obligado en sus rutas hacia Egipto y el Levante mediterráneo.
En 1869, la apertura del Canal del Suez benefició ampliamente a la economía de Malta, ya que ocasionó un incremento masivo en la navegación que entraba al puerto. El Mediterráneo se convirtió en la «ruta del comercio mundial» y gran número de barcos iban a Malta a buscar carbón y otra clase de suministros que utilizaban en sus rutas hacia el Océano Índico y el Lejano Este.
Desde 1871 hasta 1881, cerca de 8000 trabajadores encontraron empleo en los muelles de Malta y abrieron gran cantidad de bancos. Hacia 1882, Malta había alcanzado el apogeo de su prosperidad.
Sin embargo, hacia finales del siglo xix la economía frenó su crecimiento y para 1940 estaba sumergida en una profunda crisis económica. Esto se debía principalmente a la invención de grandes buques alimentados a petróleo, que no necesitaban hacer escala en Malta para repostar.
Al final de la Segunda Guerra Mundial, la importancia estratégica de Malta entró en declive. La tecnología incorporada al armamento aéreo y la invención de la bomba atómica habían cambiado la importancia de las bases militares. Los británicos perdieron el control de Canal del Suez y se retiraron de los astilleros navales, transformándolos para el comercio de la construcción naval y para reparaciones de barcos.

## Economía moderna
Actualmente el país produce solo el 20 % de los alimentos que consume. Además tiene limitadas reservas de agua dulce y no dispone de fuentes propias de energía. Su ubicación geográfica, al sur de la Unión Europea y muy cerca de África, hacen del país una de las principales rutas para la inmigración ilegal. El 1 de enero de 2008 Malta adoptó el euro como moneda.
El sector financiero ha crecido en los últimos años y logró escapar de la crisis económica del 2008. Localmente se atribuye eso a la estabilidad del sector bancario del país y a su prudentes prácticas en la concesión de préstamos, aunque sufre de graves problemas de fraude fiscal. La recesión económica mundial y el alza de precios del agua y la electricidad, afectaron a la economía del país, altamente dependiente del comercio exterior, de la industria —en especial de electrónicos y fármacos— y del turismo. Sin embargo, el crecimiento volvió cuándo la economía mundial comenzó a recuperarse. Tras haber registrado caídas en el PIB de hasta un 1,2 % en 2009, el país creció un 2,4 % en 2013.

## Datos Básicos
- PIB - Producto Interior Bruto (2013): 8857 millones de euros.
- PIB Paridad de poder adquisitivo (2013): 10,41 millones de euros.
- PIB Paridad del poder adquisitivo - Per cápita (2008): 27 113€.
- Inflación media anual (2013): 1,0 %.
- Deuda externa aprox. (2013): 51,08 millones de dólares.
- Importaciones (2013): 6904 millones de euros.
- Principales países proveedores: Italia, Alemania y Reino Unido.
- Principales productos de importación:
- Exportaciones (2013): 4740 millones de euros.
- Principales países clientes: Alemania, Singapur y Francia.
- Principales productos de exportación: Materiales eléctricos, equipamientos mecánicos, pescado y crustáceos, fármacos y material impreso.
- Tasa de desempleo (2015): 5,9 %.

Estructura del PIB en 2013:
Distribución por sectores económicos del PIB total:
Agricultura, Silvicultura y Pesca: 1,4 %.
Industria: 25,3 %.
Servicios: 73,3 %.